# Сеньориальный удел

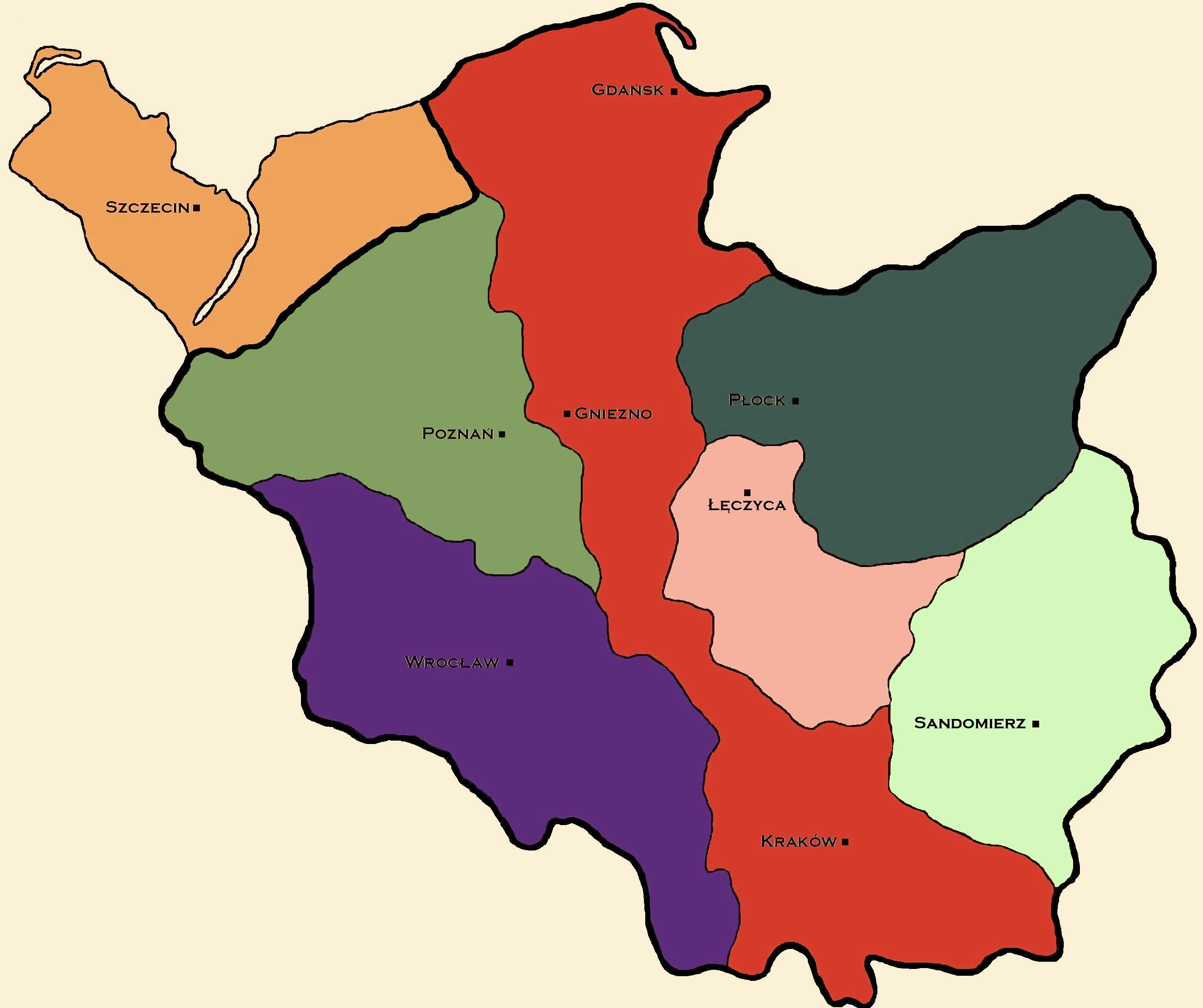
Раздел земель по Статуту Болеслава Кривоустого:
Сеньориальныу удел
Силезский удел (земля Владислава II)
Мазовецкий удел (земля Болеслава IV)
Великопольский удел (земля Мешко III)
Сандомирская земля (земля Генриха Сандомирского)
Вдовья доля Саломеи фон Берг
Поморские вассалы властителя сеньориального удела

Сеньориальный удел (пол. Dzielnica senioralna) или Княжество Краковское (пол. Księstwo krakowskie) — один из пяти уделов, на которые в XII веке была разделена Польша в соответствии со «Статутом Болеслава Кривоустого».
Польский князь Болеслав III Кривоустый из династии Пястов в своём политическом завещании, известном как «Статут Болеслава Кривоустого», разделил польские земли на пять уделов (дзельниц). Четверо его сыновей получили наследственные уделы, а пятый — Сеньориальный — был объявлен старшим над всеми, он не передавался по наследству, а переходил к старшему в роду. Столицей Сеньориального удела был Краков, поэтому её ещё называли «Великим княжеством Краковским».
Владетель Сеньориального удела осуществлял внешнюю политику Польши и охрану её границ, имел право размещать войска в уделах других князей, контролировал церковь и чеканил монету. Именно владетелю Сеньориального удела приносили вассальные клятвы поморские князья и прочие вассалы Польши.
Болеслав Кривоустый рассчитывал установлением порядка наследования земель предотвратить междоусобицы среди своих потомков, но это так и осталось благим пожеланием. После его смерти в 1138 году Сеньориальный удел перешёл старшему сыну Владиславу II (его наследственным уделом была Силезия), но в 1146 году он был изгнан, а на краковский трон сел следующий по старшинству из сыновей Болеслава Кривоустого — великопольский князь Болеслав IV Кудрявый, который умер в 1173 году. Краковский трон тогда занял следующий сын Болеслава Кривоустого — Мешко III, однако его права были оспорены как сыновьями изгнанного Владислава II, так и младшим братом Казимиром.
Борьба между различными ветвями Пястов за краковский трон продолжалась до 1320 года, когда папа Иоанн XXII короновал Владислава I польским королём. Сеньориальный удел вошёл в состав земель Польской короны в качестве Краковского воеводства.